# Neodymi(III) oxychloride
Neodymi(III) oxychloride là một hợp chất vô cơ của neodymi, clo và oxy với công thức NdOCl – tinh thể màu xanh dương nhạt, không tan trong nước.

## Điều chế
Sự phân hủy khi đun nóng tinh thể ngậm nước của neodymi(III) chloride sẽ tạo ra muối:
{\displaystyle {\mathsf {NdCl_{3}\cdot 6H_{2}O\ {\xrightarrow {550^{o}C}}\ NdOCl+2HCl+5H_{2}O}}}

## Tính chất vật lý
Neodymi(III) oxychloride tạo thành các tinh thể của hệ tinh thể bốn phương, nhóm không gian P 4/nmm, các hằng số mạng tinh thể a = 0,403 nm, c = 0,676 nm, Z = 2.